# الشيحات
الشيحات منطقة عراقية في ناحية بصية في قضاء السلمان في محافظة المثنى في صحراء الدبدبة بالبادية العراقية جنوب العراق، بين بصية وتكيد طريق مسافته 75 كيلومتراً مِن البصية إلى جدعة إلى الشيحات إلى عادن إلى تكيد. وكان في الشيحات سجن.